# عنكبوت القصب

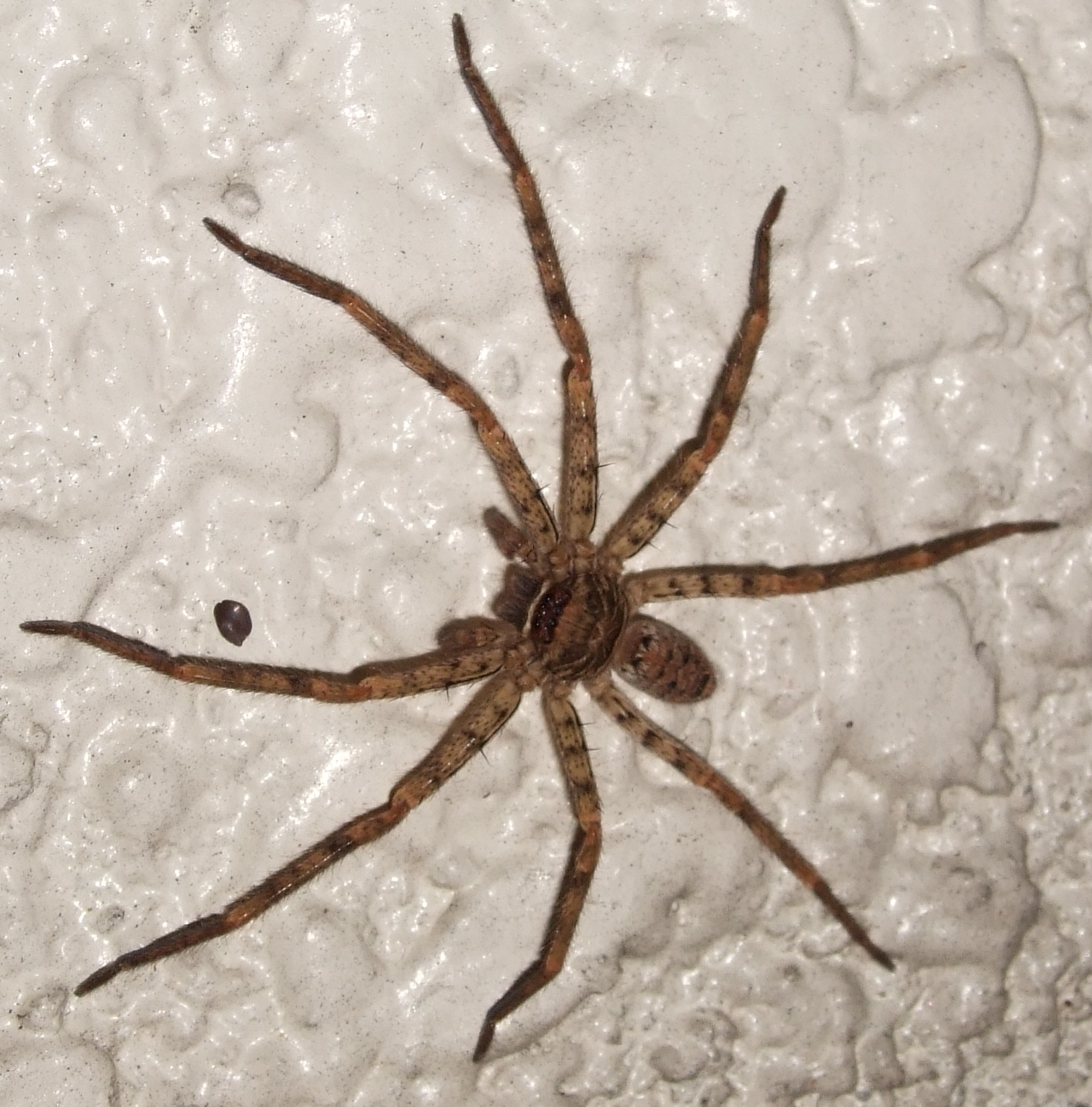

عنكبوت القصب أو عنكبوت السرطان العملاق أو مُتَغَايِرَة الأَرْجُلِ المُعَرَّقَة (الاسم العلمي: Heteropoda venatoria)، تتواجد في المناطق الاستوائية وشبه الاستوائية في مناطق العالم، سواء في آسيا أو جزر الكاريبيان وجنوبي الولايات المتحدة وجزر الريونيون وخاصة في أستراليا، وأيضاً في جزر هاواي حيث شوهدت لأول مرة هناك، حيث كانت تعرف بعنكبوت العصا أو عنكبوت العكازة .

## الوصف
تملك هذه العناكب جسما على شكل شقة، بالنسبة لجسمها فهي تمتلك جسم صغير جداً باستثناء ارجلها، العناكب البالغة قد تنمو إلى حد 2.2-2.8 سم، أما طول أرجلها فقد يصل إلى 7-12 سم بعضها يملك أرجل طويلة قد تصل إلى 5 إنشات تقريباً 13 سم، بالنسبة لألوانها فهي تتراوح البني المحمر والبني المخضر.
الإناث تمتلك بطناً أو بالأحرى جسماَ أكبر عادة من الذكور، إلا أن الذكور لها أرجل طويلة ونحيفة ورقيقة ويمتاز جسم الذكور بالنحولة أو النحافة مقارنة بالأنثى، تتشابه الذكور مع الإناث بأنها قليلة الشعر، قد يحسها الإنسان مخيفة في الظاهر إلا أنها تنتبه إلى الخطر أو تحس به وهي قادرة على الهرب بسرعة فائقة جدا. يمتاز هذا النوع من العناكب بالسرعة العالية والحركة وسهولة الحركة الرهيبة، كما أنها تمتاز بقدرتها أيضاً على الانحناء والحركة في المسافات الضيقة تعطيها ميزة جيدة في القبض على الأعداء واصطياد الفرائس، وتمتاز أيضاً بقدرتها على الصيد في المناطق المستوية وحتى على السقوف، هذه العناكب مرحب بها في البيوت لأنها تتغذى على الصراصير وحشرة السمكة الفضية

## الغذاء
لا تحتاج هذه العناكب لشبكات لكي تصتاد فرائسها، فهذه العناكب تنتظر فرائسها من دون أن تصدر أي ضجة وتنقض على الفريسة عندما تصبح قريبةً منها، تمتاز بأنها سريعة خفيفة ورشيقة وتتحرك في الأماكن الضيقة، إذا تركت في البيت تعمل على القضاء على الحشرات الغير مرغوية مثل الصراصير وحشرة السمكة الفضية.

## معرض صور

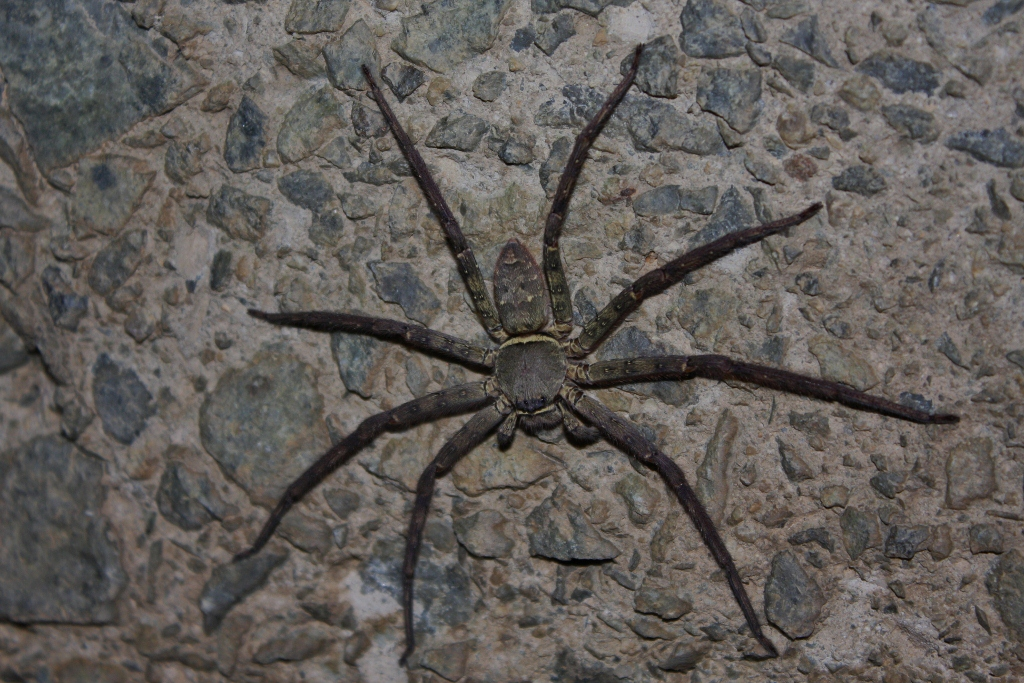
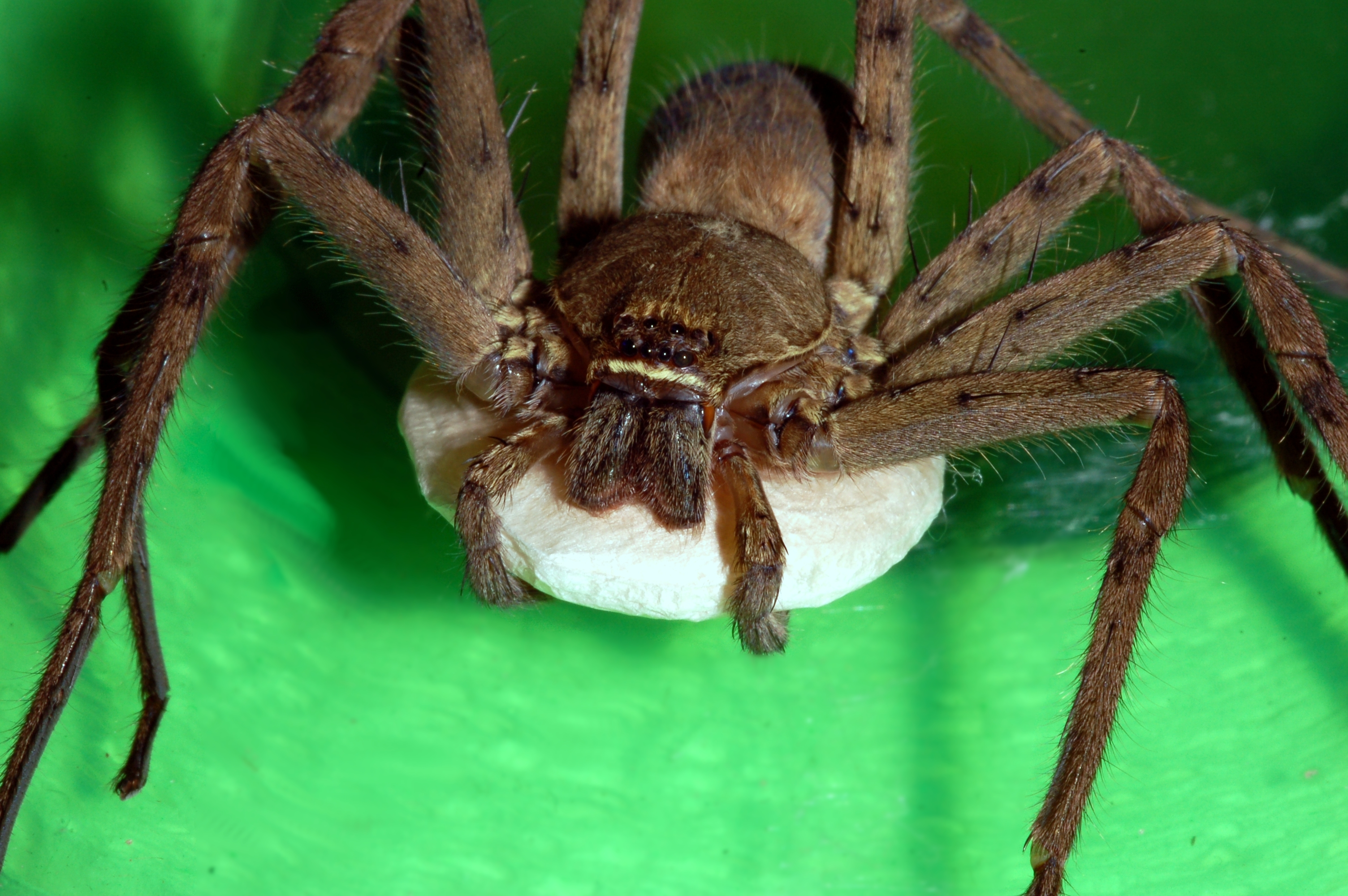
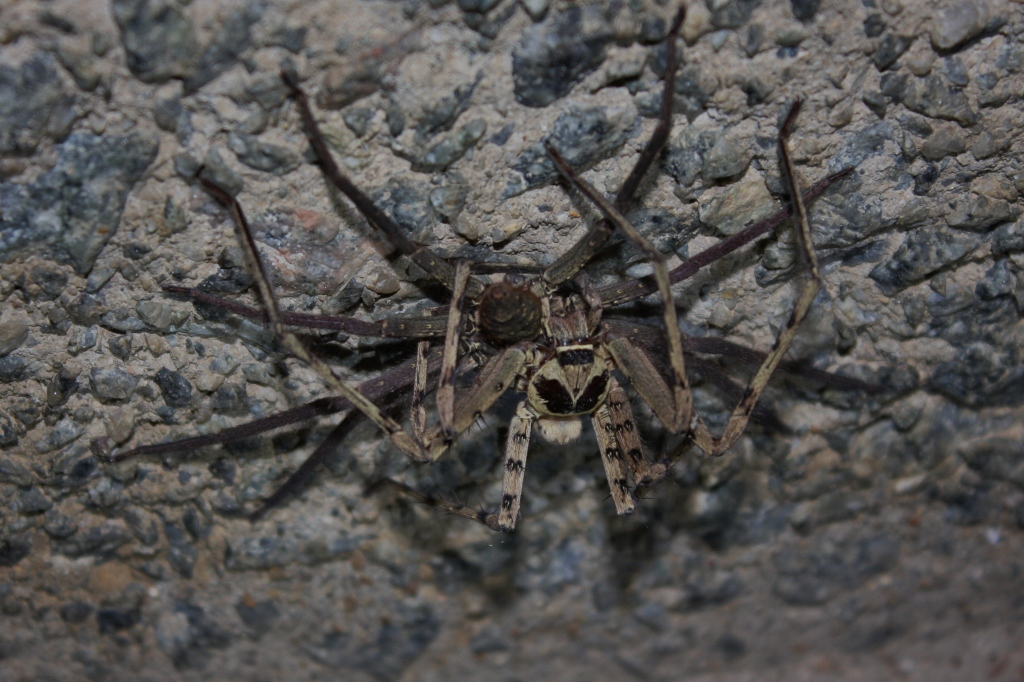
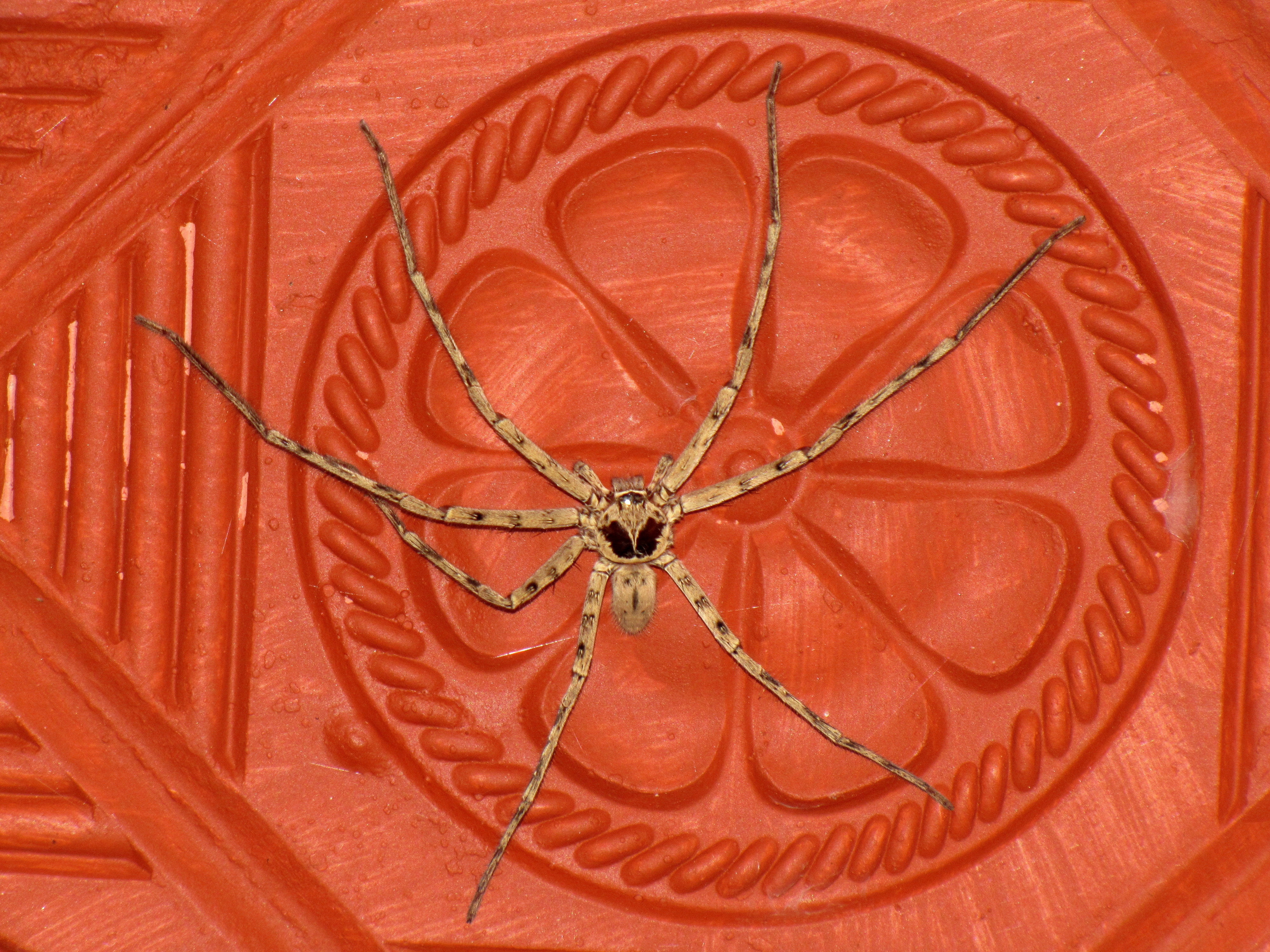